# Ollie Matson
Ollie Matson (n. 1 mai 1930, Trinity⁠(d), Texas, SUA – d. 19 februarie 2011, Los Angeles, California, SUA) a fost un sprinter ce a reprezentat Statele Unite ale Americii, medaliat olimpic. A participat la o ediție a Jocurilor Olimpice (1952) în care a câștigat o medalie de argint și o medalie de bronz în probele de 400 m și 4x400 m. El a jucat și fotbal american în National Football League, pentru Chicago Cardinals, Los Angeles Rams, Detroit Lions și Philadelphia Eagles.

## Palmares
| An   | Competiție        | Locație            | Loc | Eveniment | Note   |
| ---- | ----------------- | ------------------ | --- | --------- | ------ |
| 1952 | Jocurile Olimpice | Helsinki, Finlanda | 3   | 400 m     | 46,8   |
| 1952 | Jocurile Olimpice | Helsinki, Finlanda | 2   | 4x400 m   | 3:04,0 |